# Yaguará
Yaguará è un comune della Colombia facente parte del dipartimento di Huila.
Il centro abitato venne fondato da Francisco Gómez Quintero nel 1623.